# Batalha de Prokhorovka
A Batalha de Prokhorovka foi uma batalha que ocorreu no dia 12 de julho de 1943 perto da cidade de Prokhorovka, a 90 quilómetros a sudeste de Kursk, na União Soviética, durante a Segunda Guerra Mundial. Combatida na Frente Oriental, esta batalha foi uma de várias batalhas que compuseram a mais alargada Batalha de Kursk. Neste conflito, o Quinto Exército de Tanques de Guarda do Exército Vermelho atacou o Segundo Corpo SS-Panzer da Wehrmacht, provocando uma das maiores batalhas de tanques da história militar.
Em abril de 1943, o Oberkommando der Wehrmacht começou a preparar-se para a Operação Cidadela, com o objectivo de destruir as forças soviéticas em Kursk, atacando a base das forças soviéticas em duas frentes opostas, através de um movimento em pinça. O alto comando soviético adquiriu informações relativamente às intenções alemãs, e começou a preparar uma série de posições defensivas ao longo das rotas do plano ofensivo alemão. Simultaneamente, a liderança soviética reuniu vários exércitos atrás das linhas defensivas. Este conjunto de exércitos ficaram posicionados para atacar as forças alemãs depois desta se dissipar. No dia 5 de julho de 1943 a Wehrmacht lançou a sua ofensiva.
Uma semana depois do ataque alemão, o Exército Vermelho contra-atacou. Na parte sul do foco de batalha, perto de Prokhorovka, o Quinto Exército de Tanques de Guarda atacou o Segundo Corpo SS-Panzer do Quarto Exército Panzer, resultando num enorme embate entre tanques, veículos militares e peças de artilharia inimigas. O Quinto Exército de Tanques de Guarda foi dizimado neste ataque, porém conseguiu impedir os alemães de capturar Prokhorovka e de continuar com os planos ofensivos alemães. O Oberkommando der Wehrmacht, incapaz de cumprir com os objectivos, cancelou a Operação Cidadela e começou a reorganizar as suas forças para combater em outros focos de combate. Depois desta batalha, o Exército Vermelho iniciou uma ofensiva que resultou na Operação Rumyantsev e na Operação Kutuzov, a sul e a norte de Kursk respectivamente. Assim, a União Soviética adquiriu a iniciativa estratégica na Frente Oriental, iniciativa esta que se transformou numa ofensiva que só parou em Berlim, com a rendição da Alemanha.